# Syzygium cordemoyi
Syzygium cordemoyi là một loài thực vật có hoa trong Họ Đào kim nương. Loài này được J.Bosser & Cadet miêu tả khoa học đầu tiên năm 1987.